# Joan Junyer i Pascual-Fibla
Joan Junyer (Barcelona, 1904 – 1994) és una de les principals figures de la pintura avantguardista catalana.
Va néixer el mateix any que Salvador Dalí i que Pere Pruna. Es va formar a l'escola de Francesc Galí, a la qual també havia anat Joan Miró, i ja aleshores era amic de Rafael Llimona i Josep de Cabanyes. El seu pare, Carles Junyer i Vidal, era bon amic de Picasso. Va treballar a Barcelona, Mallorca, París i Nova York. El 1929 va obtenir el Premi del Carnegie Institute dels Estats Units. El 1945 el MOMA va dedicar una exposició als seus olis. Als anys 50 va desenvolupar la pintura exempta (en anglès, “free standing painting”), obres que combinen color, volum i esmalt sobre planxes d'acer. També va col·laborar com a figurinista i decorador en els ballets del coronel De Basil, amb l'Argentinita, als Ballets Russes de Montecarlo i al Ballet Society de Nova York, entre altres projectes.